# Lasianthus sogerensis
Lasianthus sogerensis är en måreväxtart som beskrevs av Herbert Fuller Wernham. Lasianthus sogerensis ingår i släktet Lasianthus och familjen måreväxter. Inga underarter finns listade i Catalogue of Life.